# شهرداری کولومی
شهرداری کولومی (به اسپانیایی: Colomi Municipality) یک شهرداری در بولیوی است که در استان چاپاره واقع شده‌است. شهرداری کولومی ۱۷٬۳۷۲ نفر جمعیت دارد.